# Quam singulari
Quam singulari je papeška bula, ki jo je napisal papež Pij X. leta 1910.
V tej buli je papež izpostavil vprašanje uživanja obhajila s strani otrok; tako je določil, da otrok lahko prejme obhajilo, ko začne razmišljati (okoli sedmega leta starosti), pri čemer mu ni potrebno popolnoma poznati krščansko doktrino.